# Geolycosa diffusa
Geolycosa diffusa este o specie de păianjeni din genul Geolycosa, familia Lycosidae, descrisă de Roewer, 1960.
Este endemică în Camerun. Conform Catalogue of Life specia Geolycosa diffusa nu are subspecii cunoscute.